# Minija
La Minija est une rivière de l'ouest de la Lituanie, affluent du Niémen,.

## Description
La rivière est un émissaire du petit lac Sydeklis, situé 14 km au sud de Telšiai, où elle appelée Mava, puis elle coule entre les lacs Ilgis et Pluotinalis, où elle est appelée Kliurkė et après le lac Didovo prend le nom de Minija.
Elle arrose les villes de  Gargždai et de Priekulė avant de déboucher dans l'Atmata, défluent du delta du Niémen.
Elle a un parcours de 202 km de long.
De 1865 à 1873, est creusé un canal de 24 km de long, le Canal Guillaume, qui relie directement la rivière Minija au port de Klaipėda.

## Affluents
- Rive gauche : Pala, Alantas, Žvelsa, Agluona, Veiviržas, Tenenys
- Rive droite : Sausdaravas, Babrungas, Mišupė, Salantas

## Galerie

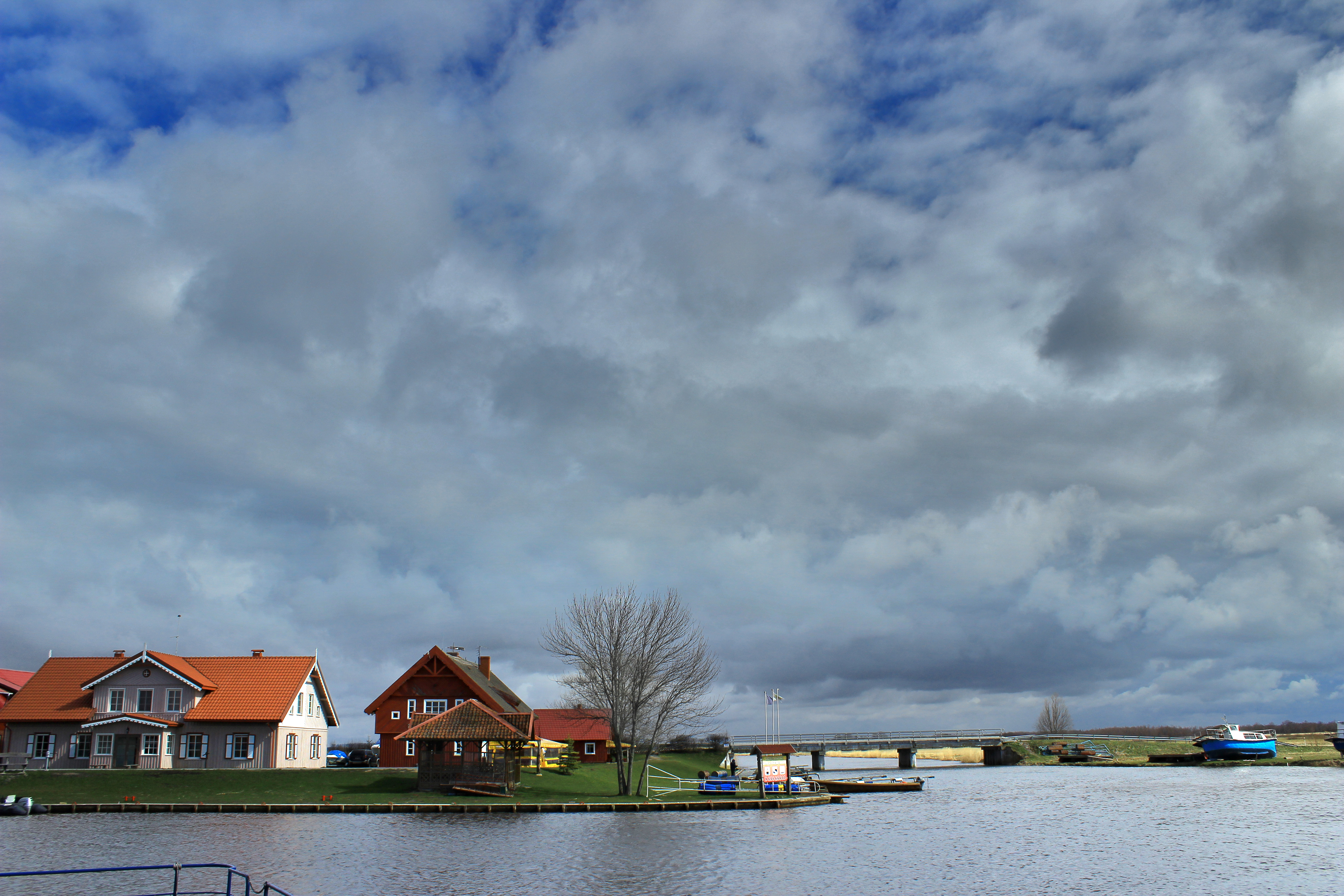
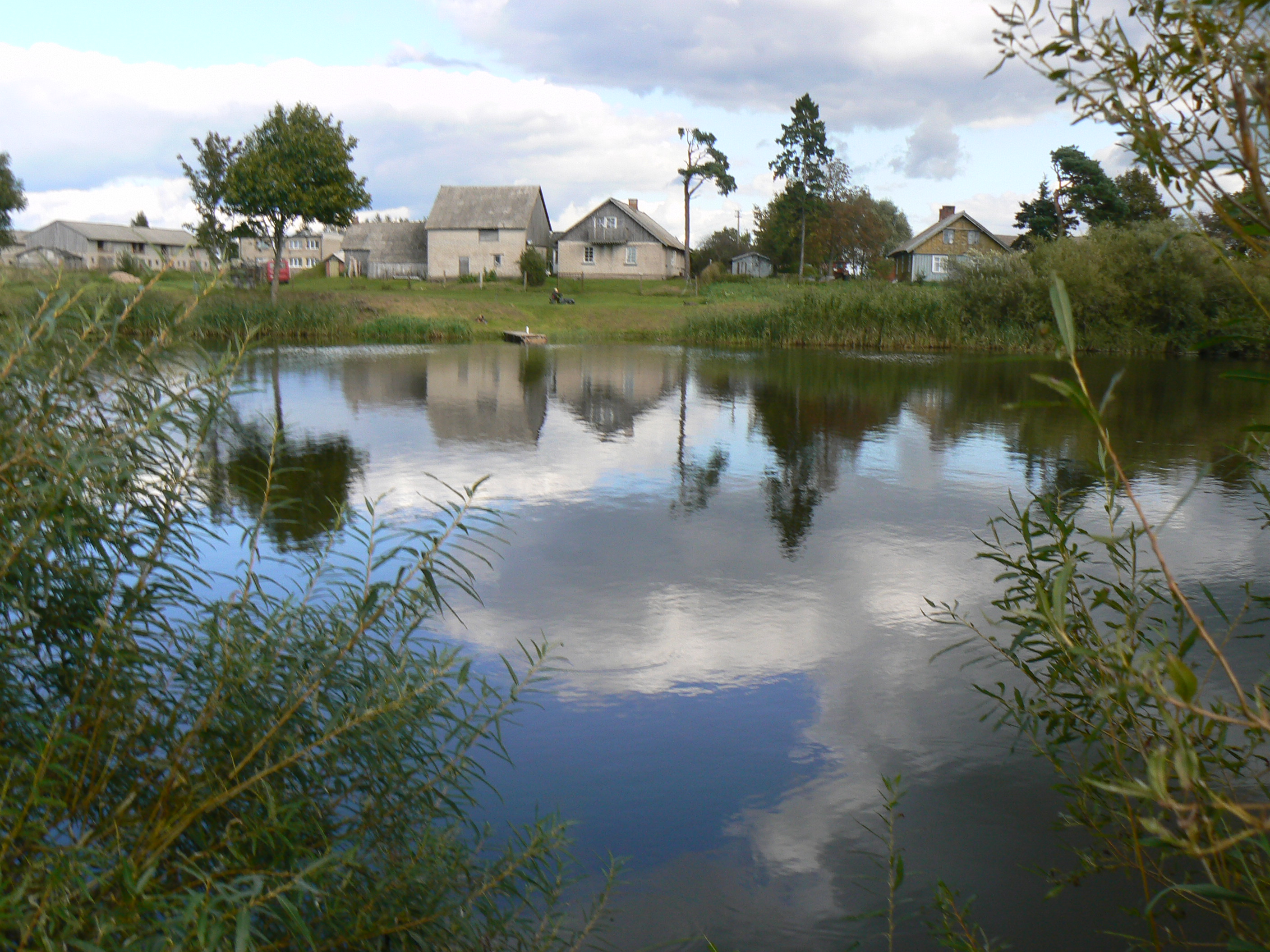
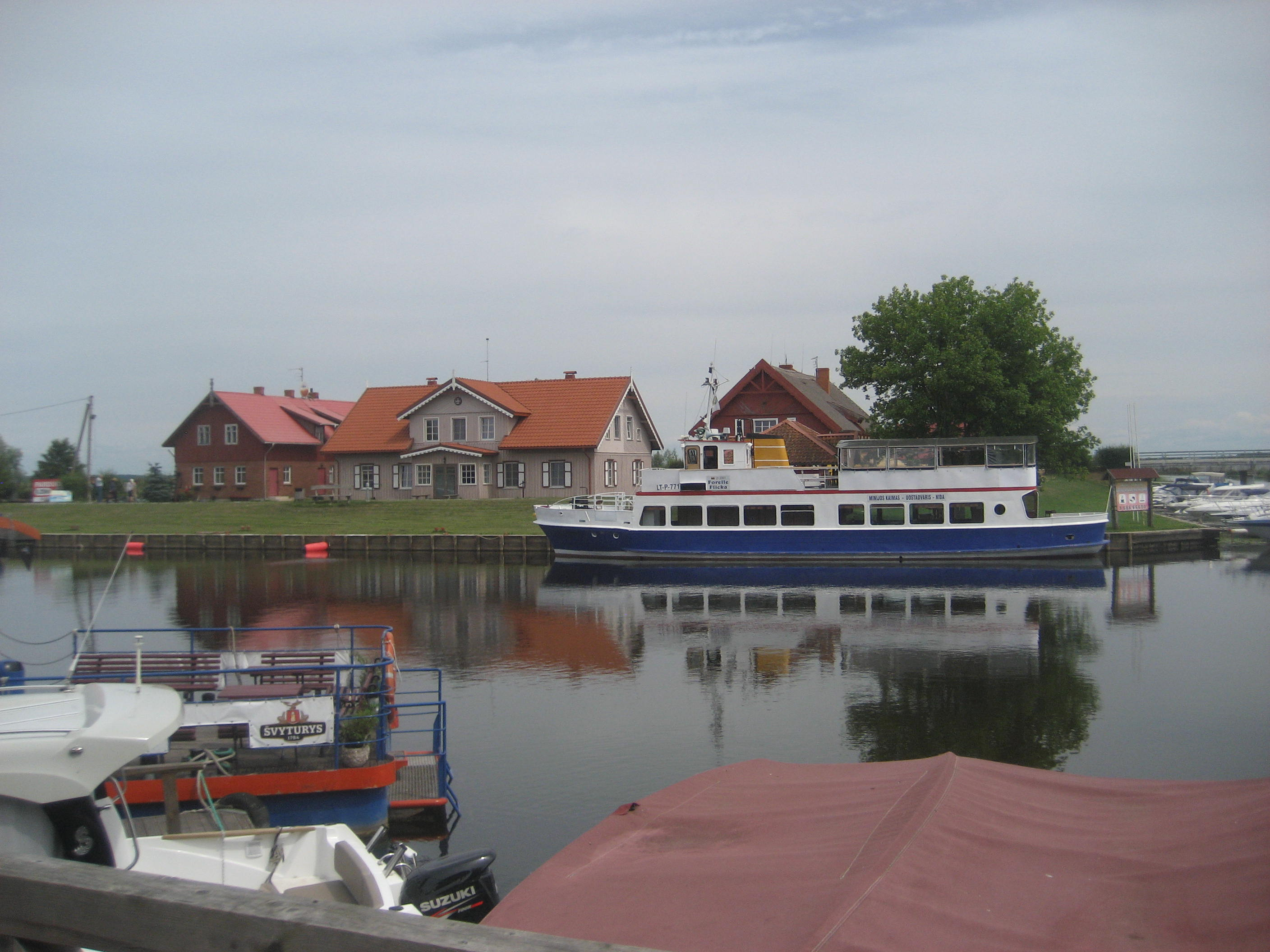
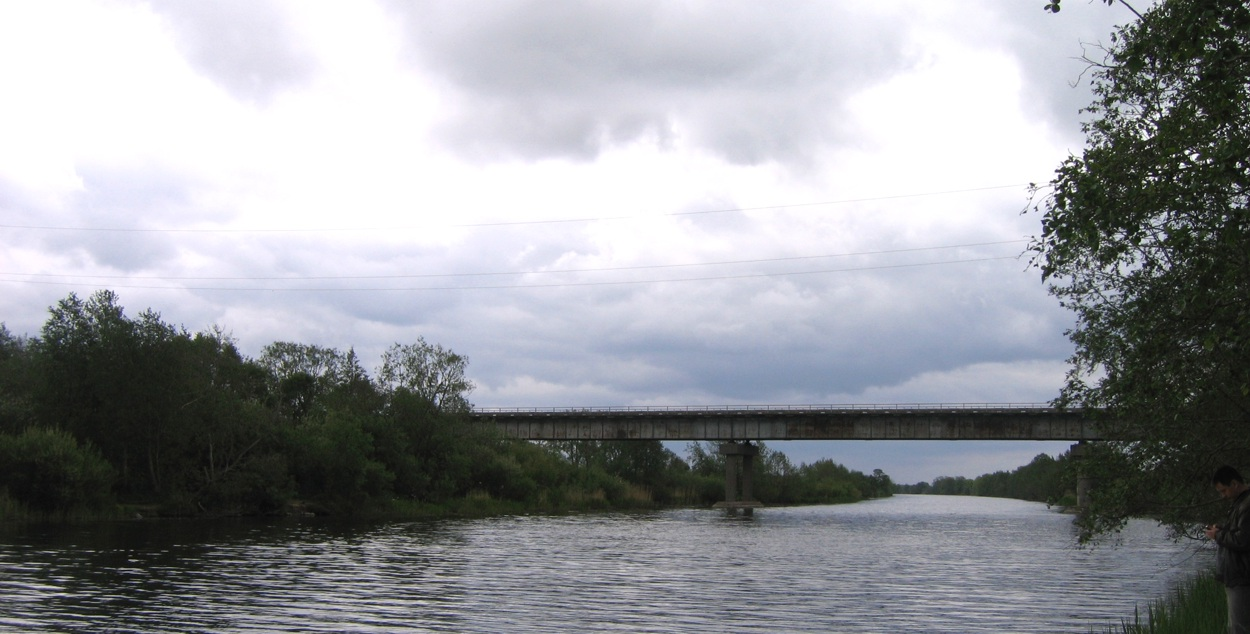
La Minija près de Kitai.